# GOU
El GOU (que pudo haber significado Grupo de Oficiales Unidos o  Grupo Obra de Unificación) fue una logia u organización secreta argentina de tendencia nacionalista, creada en el seno del Ejército Argentino el 10 de marzo de 1943. Ese mismo año realizó un golpe de Estado al presidente Ramón S. Castillo, luego de la Década Infame, y gobernando el país hasta febrero de 1946, con el principal objetivo de mantener la neutralidad de la Nación Argentina durante la Segunda Guerra Mundial y evitar que el movimiento obrero se inclinara hacia la izquierda política.

## Orígenes
El GOU era un grupo de oficiales que empezó su vida política en Mendoza, cuando Perón fue trasladado a su regreso de Europa. Eran militares que querían terminar con el fraude de la Década Infame que llevaba al conflicto social y contener de esta manera al movimiento obrero para que no terminara desviándose hacia la izquierda. También buscaba evitar la entrada de la Argentina en la Segunda Guerra Mundial. Los orígenes del GOU se remontan a la acción de dos tenientes coroneles, Miguel Á. Montes y Urbano de la Vega, aunque posteriormente quienes inspiraron y definieron el sentido de la organización fueron el entonces teniente coronel Juan Domingo Perón (quien actuó en un principio representado por Montes), el hermano de este último, Juan Carlos Montes, Urbano y Agustín de la Vega, Emilio Ramírez, Aristóbulo Mittelbach y Arturo Saavedra, entre otros. Los objetivos del grupo, según sus postulados ideológicos, eran:
- Afianzar la organización y la unidad interna, objetivo surgido de las preocupaciones profesionales de la sociedad militar.
- Prevenir la insurgencia comunista.
- Oponerse al ingreso argentino a la Segunda Guerra Mundial por la influencia de la presión estadounidense y obrera.
- Oponerse a la intromisión del sector político en la organización y unidad profesional del Ejército.
- Trabajar para el bienestar general de la Patria y el Ejército.
- Evitar en consecuencia el acceso a la presidencia de Robustiano Patrón Costas, político conservador salteño.

La decisión de establecer la organización en marzo de 1943 se debió a dos factores: uno interno, originado por el conocimiento de que la gestión política del entonces presidente Ramón Castillo utilizaría todos sus recursos en favor de la candidatura de Patrón Costas, y otro externo, surgido del profundo descontento que suscitó la política exterior del Ejército en los integrantes de la organización tras darse a conocer en febrero de 1943 un memorándum transmitido por el jefe del Estado Mayor, General Pierrestegui (considerado aliadófilo), quien en agosto de 1942 había expuesto su alarma por la ruptura del equilibrio de fuerzas de la Cuenca del Plata, reclamando un arreglo con los Estados Unidos para la dotación de armamentos para el Ejército.
Hay un tercer factor: la muerte del general Agustín Justo, antiguo defensor del profesionalismo en las fuerzas armadas, y de varios de los fundamentos que inspiraban al Grupo de Oficiales Unidos.

### Ideología y proclamas
Como grupo no tenía ideología definida, más allá de la búsqueda de profesionalismo militar: su lema era "Unión y Organización del Ejército".
Sus miembros compartían dos características ideológicas comunes, pero en proporciones muy variables en cada caso: el nacionalismo —que iba desde una vertiente moderada y liberal hasta posturas lindantes con el militarismo, la xenofobia e incluso el racismo[cita requerida]— y el anticomunismo, más marcado en algunos oficiales que en otros. Salvo para el caso del coronel Perón, cuya ideología continúa siendo objeto de controversia y además sufriría considerables variaciones a lo largo del tiempo, la ideología de los demás oficiales solo se puede deducir de las proclamas firmadas por sus miembros.
Se ha hecho particularmente conocida una circular que fuera publicada por el destacado antiperonista Silvano Santander; supuestamente estaba fechada el 3 de junio de 1943, en la cual el grupo se presentaba como un aliado de la Alemania nazi, con pretensiones hegemónicas sobre el resto de Sudamérica.

Sin embargo, la misma es generalmente considerada apócrifa por varias razones, entre ellas la demostración posterior de que el exdiputado Santander había falsificado una gran cantidad de otros documentos con la intención de perjudicar al peronismo. El historiador Robert Potash, que ha estudiado profundamente la actuación del Ejército Argentino durante ese período, atestigua haber entrevistado a la mayor parte de los miembros del GOU, todos los cuales declararon no haber tenido noticias de tal proclama hasta su publicación por parte de Santander.
No obstante, algunos autores aún mencionan la supuesta proclama como auténtica, especialmente en Chile, desde que la misma fue leída en plena Cámara de Diputados de Chile en 1953, y citada en un libro del mismo año, en que se criticaba la actuación del presidente Carlos Ibáñez del Campo respecto del peronismo.

## Acción
Como se dijo anteriormente, la principal preocupación del GOU eran las elecciones pues se oponían a la candidatura de Patrón Costas, a causa de sus conocidas relaciones con grupos conservadores
Un documento del GOU que según Potash habría sido distribuido en la semana iniciada el 15 de mayo de 1943 menciona como las dos fuerzas políticas mayoritarias a la Concordancia que había proclamado la fórmula “Patrón Costas – Iriondo” y a la Unión Democrática Argentina que todavía no había llegado a acordar sus candidatos. La primera, integrada por los demócratas nacionales y los antipersonalistas, era apoyada según el GOU por “la banca internacional, los diarios y las fuerzas extranjeras que actúan en defensa de intereses extraños a los del país”, en tanto la segunda “pese a su nominación disimulada, es el Frente Popular con otro nombre... y agrupa “con tendencia netamente izquierdista, a las fuerzas comunistas, socialistas, gremiales, demócratas progresistas, radicales, etc. Su unión obedece a presiones extrañas, originadas y mantenidas desde el exterior, financiadas con abundante dinero extranjero y vigiladas y propulsadas por los agentes propios que actúan en nuestros medios al servicio de países extranjeros, Se trata de una agrupación netamente revolucionaria que pretende reeditar el panorama rojo de España”.

### Golpe de Estado
Luego de que Castillo demostrara abiertamente su apoyo a la candidatura de Patrón Costas, la logia decidió buscar contactos entre sus opositores a través del teniente coronel González, y decidió dar el golpe en septiembre de 1943. El Ministro de Guerra, general Pedro Pablo Ramírez (padre de Emilio Ramírez, integrante del GOU), quien se decía sería el posible candidato presidencial de la Unión Cívica Radical, se encontraba al tanto de los movimientos del GOU, pero no actuó contra ellos ni los pretendió frustrar, mientras que corrían rumores de una posible insurrección radical que tendría como jefe al general Arturo Rawson.
Castillo, en una calurosa sesión, exigió una explicación al ministro Ramírez, quien negó toda filiación radical sin ahondar en mayores detalles, aunque el primero no quedó conforme con la respuesta del general, y optó por aguardar la renuncia del mismo, dadas la profundas diferencias y el distanciamiento mutuo. Los días transcurrieron sin noticias, hasta que Castillo ordenó al Ministro de Marina, vicealmirante Mario Fincati, el 3 de junio de 1943, la redacción del decreto por el cual se daban por finalizadas las funciones de Ramírez.
Este decreto jamás llegó a las manos del presidente, pero sí sirvió para profundizar el distanciamiento con las fuerzas armadas, quienes para las 10 de la noche del 3 de junio, se hallaban movilizadas. El General Ramírez por su parte se limitó a recomendar que se buscara algún general para guiar el levantamiento.
El día 23 se organizó una reunión en la Escuela de Caballería de Campo de Mayo, encabezada por el coronel Elbio Anaya, y a la que asistieron Rawson, González y Carlos Vélez, además de varios oficiales superiores, pero no Perón. En esta reunión se decidió adoptar un manifiesto redactado por Perón y Miguel A. Montes,[cita requerida] en el que se anunciaba al pueblo que el golpe de Estado denunciaba la banalidad, fraude, peculado y corrupción del gobierno derrocado; que el movimiento era esencialmente constitucional y que lucharía para mantener una real y total soberanía de la Nación. En la madrugada del 4 de junio de 1943, se realizaría la marcha sobre la Casa Rosada con un contingente de casi 10 000 soldados; sería la segunda de una larga serie de trágicas interrupciones en la vida política constitucional de Argentina.

### Presidencia del general Arturo Rawson
Así comenzaron las brevísimas 72 horas de gestión del general Arturo Rawson, quien había servido con González y  fue clave para fue obtener la actitud neutral de la Marina. Mientras los hombres del GOU tenían ideas bastante claras sobre los objetivos de la logia y del rumbo que tomaría el Estado, Rawson se hallaba cenando en el Jockey Club, donde realizó su primera muestra de inhabilidad política, que a la larga le costaría la presidencia: ofrecer a sus amigos José María Rosa y Horacio Calderón (el primero accionista de El pampero y germanófilo, y el segundo, aliadófilo); ambos conocidos conservadores, las carteras del "Ministerio de Hacienda" y del "Ministerio de Justicia" respectivamente, en el marco de un golpe formalmente conservador y anti-Aliado.[cita requerida]
Entre los nombramientos se encontraban los de los hermanos Sabá y Benito Sueyro, que ocuparían los cargos en la "Vicepresidencia" y en el "Ministerio de Marina" respectivamente; el de Ramírez, que quedaba a cargo del "Ministerio de Guerra", el almirante Storni a cargo del "Ministerio del Interior" y el general Diego I. Mason como encargado del "Ministerio de Agricultura". Los integrantes del GOU se vieron profundamente consternados y se opusieron decisivamente a las designaciones de Rawson, especialmente Perón y González, que entendían era imperativo desalojarlo de la Casa de Gobierno.
Este impulso contrario al presidente también era avalado por un grupo de oficiales que en Campo de Mayo se reunió a fin de resolver la situación de Rawson en el gobierno; cansado de tratativas y negociaciones, el coronel Anaya decidió resolver la situación negando el acceso de los civiles Rosa y Calderón a la Casa Rosada, evitando así la asunción de sus cargos. Luego, Anaya y un teniente coronel de apellido Imbert, se dirigieron a la casa del general Martínez instándolo a que abandonara la cartera de Relaciones Exteriores, y ya para la noche del 6 de junio Anaya ingresaba en el despacho de Rawson y le explicaba que carecía de apoyo en Campo de Mayo. Frente a esto, el ahora expresidente se sintió profundamente traicionado, firmó su renuncia y abandonó la Casa Rosada negándose al amparo de escolta alguna.

### Presidencia del general Pedro Ramírez

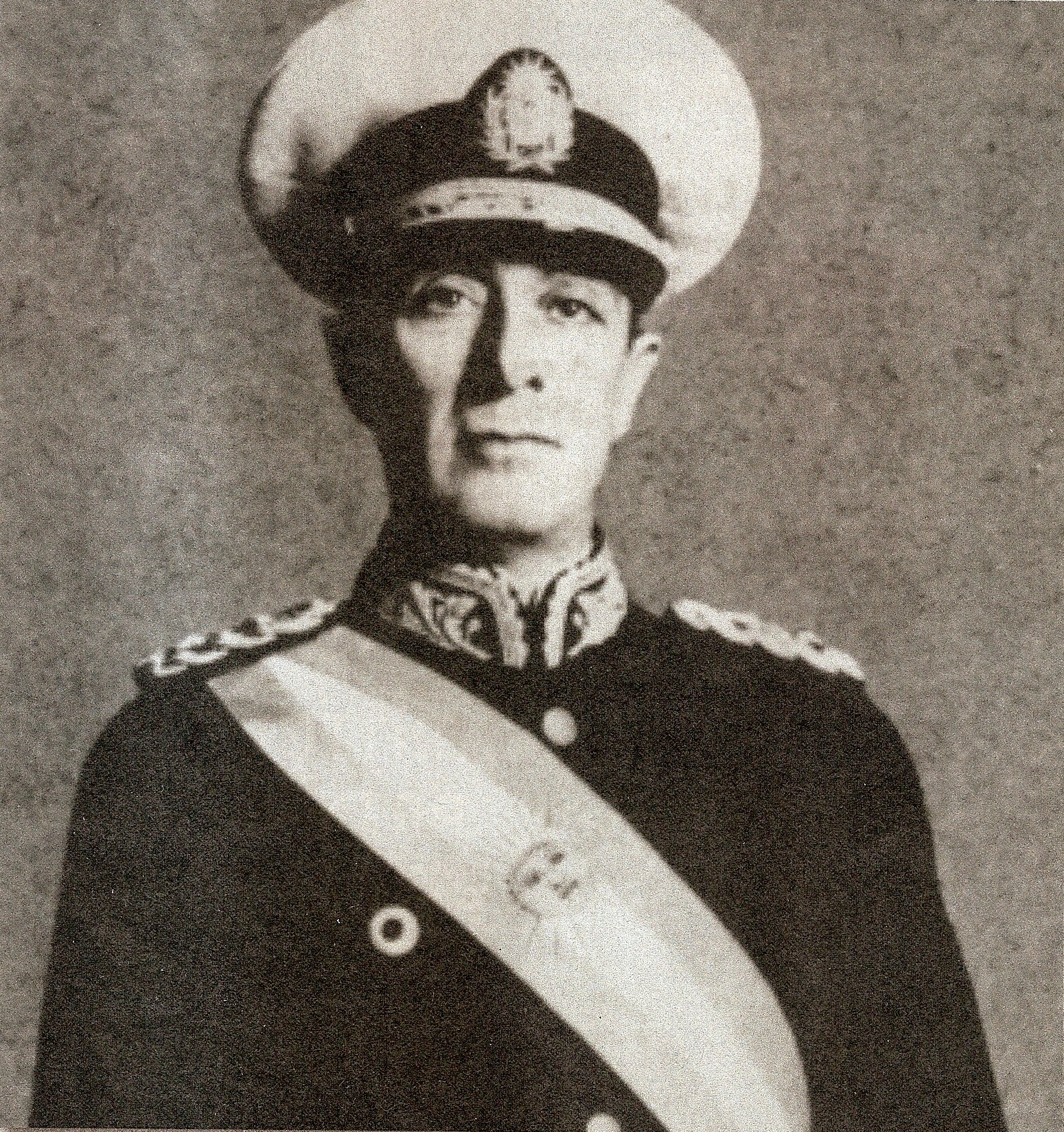
General Pedro P. Ramírez.

Tras la caída del general Rawson, este fue reemplazado por el general Pedro Ramírez. Las dos líneas de fuerza que signarían su gobierno y que determinarían profundamente a las gestiones venideras, serían: los conflictos internos, gestados en la pugna por la dominación del plano político nacional, y la política exterior, subyacente en las presiones extranjeras por el ingreso de Argentina en la guerra a favor de los aliados, y la división interna entre aliadófilos, neutralistas y germanófilos.
La gestión del general Ramírez fue ampliamente fructífera para los intereses del GOU. En poco tiempo ingresaron varios militares en la presidencia, en los ministerios y en las secretarías —capitanes, mayores, tenientes coroneles, coroneles o generales del GOU— contando entre éstos al capitán de infantería Miguel Federico Villegas como secretario y director general de "Radiodifusión", al capitán de caballería José Ítalo Lamberti, al teniente coronel Domingo Alfredo Mercante, al coronel Enrique P. González, al coronel Miguel Ángel Montes, al coronel Juan Domingo Perón quien fuera secretario de "Trabajo y Previsión" y que ya desempeñaba una función poco destacada como secretario personal del Ministro de Guerra, entre otros militares. Dentro de esta estructura de poder favorable al GOU, se destacaría particularmente la figura del entonces coronel Juan D. Perón, quien hábilmente aprovecharía el clima de tensión política que dividía a los grupos rivales, escalando posiciones lentamente hasta alcanzar una notable posición de poder y reconocimiento popular, que no se materializaría en esta gestión, pero sí en las subsiguientes, hasta finalmente alcanzar la investidura presidencial.

#### La neutralidad argentina
Los conflictos suscitados en la política exterior del gobierno de Ramírez acabaron minando su permanencia en el sillón presidencial. Se intentó retomar la posición neutral frente a la Guerra, la misma que habían llevado adelante históricamente las gestiones conservadoras y radicales, pero la coyuntura internacional en la que esta postura era bien recibida ya no era la misma.
A nivel nacional la neutralidad funcionaba a los fines de apaciguar las opiniones tanto de germanófilos, para quienes esta posición suponía un apoyo indirecto al Eje, como de ciertos sectores vinculados con los mercados europeos, a quienes la neutralidad permitía mejorar sus negocios con los Aliados, con el Eje, o con ambos. La postura neutralista era también para la Argentina una forma de autodefinición frente a conflictos demasiado sinuosos que afectaban a pueblos muy vinculados a su tradición, de manera que no deseaba actuar en desmedro de unos o de otros.
Si bien la neutralidad se tornaba profundamente beneficiosa en el plano local, en el campo de las relaciones internacionales multilaterales para ciertos países aliados, sobre todo en el caso de Estados Unidos, no era ya una posición equidistante, sino una manera encubierta de favorecer a los intereses del Eje y quebrar así la solidaridad americana frente al conflicto internacional, al impedir la total ejecución de una marcada política hegemónica estadounidense que hasta el momento no tenía mayores complicaciones de instauración entre los países americanos. El hecho de que Argentina no sometiera su voluntad al consenso americano tutelado por los Estados Unidos implicaba que este último perdiera su área de influencia americana en tiempos de guerra y que esta, ya fragmentada, corriera serios riesgos de caer en manos del Eje, teniendo en consideración la importante influencia que tenían para esa época las ideas nacionalistas totalitarias pro Eje en los países latinoamericanos.
La actitud estadounidense no era compartida por las naciones aliadas en su totalidad, las cuales poseían un criterio ambiguo sobre la situación argentina. Para el Reino Unido la neutralidad no provocaba crítica alguna, ya que los británicos no perdían de vista las grandes inversiones realizadas en este país, la creciente necesidad de abastecimiento de carne para civiles y militares en combate y, anticipándose a la situación de posguerra, la negativa a perder uno de sus principales bastiones de influencia en América Latina en general y en el Río de la Plata en particular. Por otro lado, la URSS veía al proceso como imperialista e ideológico en su esencia, criticando duramente a la Argentina por no declarar sus auténticas intenciones frente al concierto de las naciones; esta visión se vería materializada en la oposición de Stalin al acceso argentino a la Organización de las Naciones Unidas, una vez finalizada la guerra.

#### Crisis diplomática y política
Esta sumatoria de relaciones conflictivas y posturas encontradas, que algunos autores denominan como Crisis de junio del '43, sería nefasta para la gestión del general Ramírez, quien a la larga se vería obligado a delegar el gobierno al general Edelmiro Farrell, nombrado vicepresidente en octubre de 1943, frente a la carencia de apoyo popular y militar, y la complejidad de la situación internacional. Esta situación alcanzó su punto culminante luego del incidente acontecido entre el Secretario de Estado estadounidense, Cordell Hull, y el canciller argentino, almirante Segundo R. Storni, cuando el primero respondió duramente una carta del canciller referida a la postura argentina de neutralidad frente a la guerra, burlándose de los argumentos de Storni e ironizando acerca de los motivos que él expuso para justificar que aún la Argentina no hubiese roto sus relaciones con el Eje, negando también toda posibilidad de abastecimiento militar mientras la ruptura no ocurriese.
El conflicto se agravó todavía más luego de que ante la negativa estadounidense de provisión de armamentos la Argentina realizara una gestión secreta a Alemania por intermedio de un cónsul llamado Oscar Alberto Hellmuth, ciudadano argentino y miembro de la RSHA (Reichssicherheitshauptamt), la policía secreta de Heinrich Himmler, con el fin de negociar la provisión de material bélico. Al conocer esto, Estados Unidos decidió dirigirse a los Aliados y a los demás países latinoamericanos para coordinar un bloqueo político y económico a la Argentina, que sumado a la presunta intervención de esta última en sucesos revolucionarios latinoamericanos, como el golpe de Estado en Bolivia ocurrido el 20 de diciembre, y la presencia de emisarios militares en países limítrofes, dieron resultado a una grave crisis nacional e internacional, a la que Farrell procuró frenar mediante la ruptura de relaciones diplomáticas con Alemania y Japón, el 26 de enero de 1944.

#### Medidas contra sindicatos y asociaciones
Desde el mismo 4 de junio de 1943 las nuevas autoridades efectuaron detenciones de dirigentes y militantes comunistas que en su mayoría fueron alojados en cárceles de la Patagonia, como la ubicada en la ciudad de Neuquén, en tanto otros pudieron escapar a la clandestinidad o al exilio en Uruguay.
El 6 de junio se detuvo y envió al Sur a los directivos de la Federación Obrera de la Industria de la Carne, sus locales fueron clausurados y el secretario general José Peter estuvo preso sin proceso un año y 4 meses. En julio el gobierno declaró disuelta la CGT n.° 2, donde estaban los sindicatos que apoyaban a los partidos socialista y comunista a partir de la escisión de la Confederación General del Trabajo ocurrida en octubre de 1942.
El 15 de junio el gobierno disolvió la asociación proaliada Acción Argentina. En agosto se aprueba un régimen de asociaciones profesionales que acentúa el control del Estado sobre los sindicatos. El 23 de agosto se nombró un interventor militar en la Unión Ferroviaria, el sindicato de los trabajadores de las empresas de ferrocarril, desplazando a sus autoridades.

#### Carrera política de Perón y conmoción interna
No solo el plano internacional se tornaba convulsionado. En el ámbito interno cabe también destacar ciertas medidas adoptadas por el gobierno, como el decreto de disolución de los partidos políticos, el establecimiento de la educación religiosa en las escuelas públicas o la imposición de un control rígido en la difusión de noticias. Esta clase de disposiciones pueden ilustrar el grado de influencia de la logia sobre el país y el profundo adoctrinamiento que esta pretendía imponer sobre la población; en este sentido, advierten Floria y García Belsunce que esta actitud "revelaba la tendencia hacia una suerte de homogeneidad ideológica y cultural como objetivo deseable" por parte del GOU.
El coronel Perón contaba ya con el apoyo ideológico de militantes y notorios escritores nacionalistas como Diego Luis Molinari y José Luis Torres. Para este momento se encontraba actuando en la revisión de la política social del gobierno y las relaciones con los gremios. En octubre de 1944 fue designado, se cree que a su pedido, como titular del Departamento Nacional de Trabajo; uno de sus principales colaboradores de entre las filas del GOU, el teniente coronel Domingo Mercante, oficial hijo de un ferroviario del sindicato La Fraternidad, quien se constituyó en el principal colaborador de Perón.
Si bien Perón logró formar una importante base de poder sustentada en un vasto apoyo popular e ideológico, no todos los integrantes del GOU y del gobierno adherían a sus pretensiones; particularmente, pueden destacarse ciertas contradicciones importantes como las de los coroneles Ávalos y González. Esas contradicciones fueron ganándose paulatinamente el apoyo del presidente Ramírez, quien habría aceptado reemplazar a Farrell y sus allegados por sus asesores más cercanos. Frente a esta jugada de Ramírez, un grupo de oficiales, alentados por Farrell y Perón desde el Ministerio de Guerra, demandaron su renuncia. Ramírez, ante su absoluta carencia de apoyo entre los sectores que lo habían llevado al poder, el 24 de febrero redactó su renuncia dirigida al Pueblo de la República y fundada en que había perdido el apoyo de los militares de la Capital, Campo de Mayo, El Palomar, y La Plata.
Si bien se había logrado asestar el tercer golpe de la organización, quedaban aún ciertas complicaciones de carácter internacional que el GOU debía superar si estaba interesado en legitimar su poder frente a los ojos del mundo. Para evitarlas, se hacía preciso salvaguardar la continuidad formal entre Ramírez y su sucesor, siendo esta misma la causa por la que se optó por descartar el texto original de la renuncia y se lo reemplazó por una "versión oficial" en la que se explicaba que Ramírez delegaba el poder en el vicepresidente Farrell fatigado por la intensidad de sus tareas de gobierno.

### Presidencia del general Edelmiro Farrell

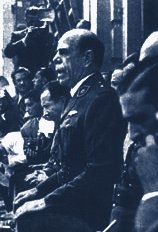
General Edelmiro Farrell.

Este tercer golpe de Estado encubierto, consumado en 1944, puso en la presidencia al general Edelmiro Farrell aunque no sin mayores complicaciones. Si bien, como se hizo notar en el proceso golpista contra el saliente general Ramírez, Farrell contaba con una importante base de poder, producto del apoyo de los sectores del GOU favorables a Perón y a los grupos de oficiales que acompañaron la caída de Ramírez, era evidente que tanto el nuevo presidente como sus partidarios debían hacer frente a los crecientes grupos de opositores y sus críticas. Por un lado, se encontraban los sectores políticos y militares considerados liberales, que observaban cómo el proceso llevado adelante por el GOU había entrado en una "peligrosa fase" y que por esto no servía más a sus intereses originales por los cuales lo habían apoyado en primer lugar; por esto intentaron convencer a Ramírez de retornar al poder. No obstante, el nuevo ascenso de Farrell había logrado consolidar sus influencias y su puesto definitivamente, y aquella "peligrosa fase" que los sectores antes mencionados temían que se iniciara, ya había dado comienzo junto con un importante actor que amenazaría drásticamente las prácticas de los liberales que habían guiado el antiguo régimen nacional por mucho tiempo: el coronel Juan Domingo Perón.
La posición del coronel Perón estaba lejos de ser tranquila, pudiéndosela enmarcar dentro de la agitación general producida a raíz de la lucha interna. A primera vista, se observa como elemento sobresaliente de este conflicto a un importante opositor: el ministro del Interior, general Perlinger, quien contaba como aliados a líderes del GOU como los coroneles Julio Lagos y Arturo Saavedra, el teniente coronel Severo Eizaguirre y el mayor León Bengoa; estos últimos, contrarios a la postura de la logia frente al proceso político-diplomático que había llevado a Ramírez a romper relaciones con las potencias del Eje, y consternados por la creciente relación de Perón con los sindicatos, hicieron todo lo posible para evitar la designación de éste como Ministro de Guerra. No obstante, el nombramiento tuvo lugar y Perón fue designado ministro, pese a las críticas de sus opositores.
La sólida base de poder que el coronel ya poseía se había visto notablemente reforzada por el apoyo del Presidente, del Jefe de Campo de Mayo, del coronel Ávalos y luego de su asunción, el 29 de febrero de 1944, del contralmirante Alberto Tessaire. Esa situación permite ver además que si bien los liberales conservaban una gran cuota de poder (a quienes cabe agregar a los jóvenes del Movimiento de Renovación, pertenecientes a las filas del movimiento denominado Nacionalismo Conservador por Floria y G. Belsunce), se reafirmaba decisivamente la influencia de Farrell y Perón, así como de sus allegados. Cabe también aclarar que el nuevo cargo en el Ministerio de Guerra realzaba aún más la influencia de Perón, gracias a su nueva facultad de asignar, remover o cambiar posiciones vitales en la milicia, como ser asignaciones, destinos, promociones y cambios, que a la larga lo consagrarían como una pieza maestra en la estructura de este grupo.
El Ejército era la institución dominante en la realidad política nacional de esos tiempos; de su apoyo dependía quiénes serían los futuros poseedores de las diversas carteras gubernamentales, y sobre los hombros de estos últimos, descansaba en última instancia el rumbo político y económico nacional e internacional que tomaría el país. Quien fuera capaz de actuar como bisagra en los aspectos administrativos vitales de las Fuerzas Armadas, lograría influir decisivamente en sus nuevos y viejos actores, posicionando en los puestos clave a sus hombres de confianza y alejando de ellos a sus enemigos, allanando el camino para una futura ascensión al poder. Quien tuviera tales facultades, sería a la larga quien tendría las riendas del destino del país.
A pesar de que el poder militar poseía un marcado predominio en la política nacional y se observaba un creciente apogeo de los grupos nacionalistas de derecha favorables a las Fuerzas Armadas, cada vez se hacía más notable la presencia de grupos sociales que buscaban retornar al régimen constitucional y, por sobre todo, la existencia de partidarios de esta postura surgidos de entre las filas de la misma fuerza, que cada vez con mayor resonancia reclamaban una salida limpia y ordenada del poder nacional. Así advierten Floria y G. Belsunce, "al comenzar 1944 la Argentina buscaba una solución internacional satisfactoria y una fórmula política aceptable para salir del atolladero", al referirse a la situación nacional, teniendo en consideración que la forzada ruptura de relaciones con las fuerzas del Eje, y el revitalizado impulso democrático que había la Segunda Guerra Mundial, (si bien se había logrado evitar un inminente bloqueo Americano, no fue posible la recomposición total de la confianza internacional), y el paulatino deterioro de la supremacía nacionalista de derecha, solo lograban acrecentar el descontento y la fuerza de los grupos opositores contrarios al régimen.

#### Situación internacional
En este aspecto, cabe destacar, que las pésimas medidas en materia de política internacional adoptadas por Estados Unidos, posibilitaron a la Argentina renegociar y mejorar su posición frente al contexto americano. Estos esfuerzos reconciliatorios, se vieron materializados cuando, entre octubre de 1944, (frente a la Unión Panamericana), y febrero-marzo de 1945, (en Chapultepec, México), cuando la Argentina logró regularizar su situación frente al concierto de las naciones latinoamericanas, tras suscribir el Acta de la Conferencia Internacional sobre Problemas de la Guerra y la Paz, y declarar la guerra al Imperio del Japón y a Alemania, el 27 de marzo de 1945, luego de dar respuesta a la presión del bloque americano. Así señala Conil Paz y Ferrari, al describir los beneficios de la nueva y fructífera situación diplomática Argentina, explicando que normalizaba sus relaciones americanas, se le aseguraba un lugar como miembro de la conferencia de las Naciones Unidas, logrando así que el régimen que tanto Roosevelt como Hull, alguna vez calificaran de "fortaleza del fascismo en América", siguiera bien posicionado frente a los círculos de influencia americanos.

#### Consolidación política de Perón
En esta etapa de la carrera política de Perón, resaltarían ciertas características de la personalidad del coronel que le asegurarían una decisiva predominancia en la realidad política nacional. Su agudo sentido político, y pragmatismo "maquiavélico", como muchos autores dan en calificar, serían sus atributos más sobresalientes. Haciendo honor a este pragmatismo, Perón explotaría al máximo las posibilidades que le brindaran las Fuerzas Armadas en la carrera por el poder, hasta extinguirlas por completo, y previendo la inminente decadencia del régimen militar, optaría por afianzar su posición entre los sectores políticos y profesionales. Tales aspiraciones, quedarían manifestadas en su confesa admiración por la "fuerza" del partido Radical, y la posteriormente demostrada colaboración en tratativas diplomáticas con representantes del gobierno estadounidense, anteriores a Chapultepec. Era evidente que la colaboración del coronel Perón para con el poder militar, no se limitaba solo a respetar la cadena de mandos de tal institución, o las aspiraciones y designios del general Farrell, quien ya preocupado por tales actividades, comenzaba a "alertar" a sus oficiales sobre "el peligro y la falsedad de la prédica política", aclarando que no se hallaba entre sus planes inmediatos realizar un llamado a elecciones.
Desde la renuncia de Ramírez, y el ascenso al poder de Farrell como Presidente de la nación, la vicepresidencia se hallaba aún vacante. El coronel Perón, observó atentamente la gran oportunidad que le proporcionaba esta situación, y fue entonces que aceleró sus pasos. Primero, llama a una asamblea de oficiales del Ejército, en la que busca ganar el apoyo de la mayoría, logrando el tan preciado predominio, con un ajustado margen frente a los partidarios de Perlinger. Habiendo obtenido el apoyo necesario entre los oficiales mencionados, se reúne con el ministro de Marina, contraalmirante Tessaire, y le informa que cuenta la supremacía dentro de las filas del ejército; frente a esta situación, el ministro confirma el apoyo de la Marina. Habiendo logrado el respaldo de las principales esferas del poder militar, Perón informa al ministro del Interior que demanda su renuncia en nombre de ambas fuerzas. Perlinger, principal oponente de Perón, carente de apoyo entre la oficialidad, y abandonado por el presidente Farrell, (quien observa consternado la notoriedad del coronel Perón, y teme ahora por su propia permanencia a cargo del país), decide dejar su cargo frente al ministerio. Habiendo logrado la caída definitiva de Perlinger, y reteniendo el aval del ejército, la Marina, y ahora también del presidente, acceder al próximo peldaño del poder, era solo cuestión de tiempo; el 7 de junio de 1944, un decreto firmado por Farrell y Tessaire, designa al coronel Juan Domingo Perón, como vicepresidente de la Nación.
Ahora, el coronel Perón, ostentaba los títulos de ministro de Guerra, Secretario de Trabajo y Previsión, y vicepresidente de la nación, contando además, con una sólida base de poder político y militar, que no solo emanaba de sus contactos y partidarios, sino de la totalidad de posibilidades y poderes que le otorgaba la suma de sus cargos. Es importante resaltar en este sentido, que las medidas llevadas adelante por Perón desde los puestos mencionados, mejoraron en forma inmediata la situación social y laboral de los sectores a los que estaban dirigidos particularmente. 
Dentro de las medidas de carácter  social mencionadas, cabe destacar las acciones llevadas a cabo desde el ministerio de Guerra, en beneficio de las condiciones laborales dentro de las fuerzas armadas; en esta categoría se cuentan medidas tales como la reforma de los estatutos profesionales de las Fuerzas Armadas, ampliación del número del cuerpo de oficiales asimismo como de la movilidad promocional dentro de las fuerzas y la incorporación de una "clase" completa del servicio militar obligatorio; se destaca también la especial atención prestada a la rama más nueva de las Fuerzas Armadas, la Fuerza Aérea, así como al desarrollo industrial militar, ilustrada en el fuerte apoyo económico entregado a Fabricaciones Militares. Este conjunto de medidas, tuvo su paralelo en una serie de disposiciones que mejorarían radicalmente la situación laboral de la masa trabajadora nacional, llevadas adelante por el coronel Perón y el teniente coronel Domingo Mercante, desde la secretaría de trabajo, que a la larga se constituiría en el principal punto de apoyo y poder de su carrera política; entre estas podemos contar el aumento de salarios a nivel general, revisión de las condiciones laborales, creación de estatutos destinados a la protección de trabajadores de gremios diversos, asimismo como de los Tribunales del Trabajo, reglamentación de las asociaciones profesionales, unificación del sistema de previsión social, extensión de los beneficios de la ley 11.729 a todos los trabajadores. Otro punto vital de esta política de acercamiento al sector trabajador y profesional, sería el diálogo frecuente y fluido con dirigentes de diversas jerarquías, provenientes de varias organizaciones obreras, quienes le aseguraban el contacto directo y la sensación de participación política de sectores hasta el momento olvidados por los sucesivos gobiernos.
Durante todo este período, y hasta las elecciones que consagraron el 24 de febrero de 1946 a Juan Domingo Perón como presidente constitucional del país, el GOU controló el gobierno a pesar de que la mayoría de la población no conocía su existencia. Mientras tanto, en el Ejército se seguían enfrentando las posturas aliadófilas y germanófilas.